# Liste des résolutions du Conseil de sécurité des Nations unies
Les résolutions du Conseil de sécurité des Nations unies sont les décisions votées par le Conseil de sécurité des Nations unies.
Une telle résolution est acceptée si au moins neuf des quinze membres (depuis le 17 décembre 1963, 11 membres avant cette date) votent en sa faveur et si aucun des membres permanents qui sont la Chine, les États-Unis, la France, le Royaume-Uni et l'Union soviétique (la Russie depuis 1991) n'émet de vote contre (qui est désigné couramment comme un veto).

## Sélection de résolutions importantes

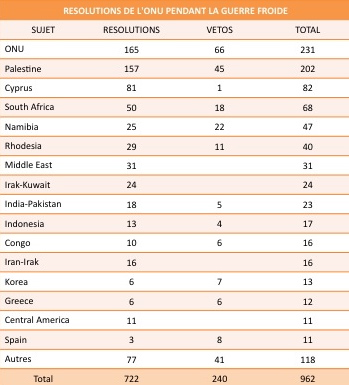
Statistiques des résolutions votées et des vétos au Conseil de sécurité de l'ONU, de 1946 à 1991.

- Résolution 85 : plainte pour agression contre la république de Corée, guerre de Corée (adoptée le 31 juillet 1950).
- Résolution 242 : la situation au Moyen-Orient. Retrait des forces armées d'Israël des territoires occupés dans le récent conflit (la guerre des Six-Jours) en échange de la paix et de la reconnaissance d'Israël, guerre des Six Jours (adoptée le 22 novembre 1967).
- Résolution 338 : réaffirme la validité de la résolution 242 et appelle à un cessez-le-feu dans la guerre du Kippour et à des négociations en vue « d’instaurer une paix juste et durable au Moyen-Orient », (adoptée le 22 octobre 1973 lors de la 1 747e séance).
- Résolution 425 : concernant Israël et le Liban et la création de la FINUL (adoptée le 19 mars 1978).
- Résolution 446 : plaintes contre les installations d'Israël dans les territoires occupés par Israël pendant la guerre des Six Jours (adoptée le 22 mars 1979).
- Résolution 478 : concernant la position sur le statut de Jérusalem et les territoires occupés par Israël (adoptée le 20 août 1980).
- Résolution 497 : considérant comme «nulle et non avenue» l'annexion par Israël du Golan syrien (adoptée le 17 décembre 1981, confirmée le 1er décembre 2021).
- Résolution 660 : Irak et Koweït, demande de retrait immédiat et inconditionnel des forces irakiennes du Koweït (adoptée le 2 août 1990).
- Résolution 678 : Irak et Koweït, autorisation d'utilisation de la force pour l'application de la résolution 660, conduisant à la guerre du Koweït (adoptée le 29 novembre 1990).
- Résolution 687 : Irak-Koweït. Cette résolution impose à  l'Irak d'accepter inconditionnellement la destruction [...] de toutes les armes chimiques, bactériologiques et biologiques [...] et de tous [...] les missiles balistiques d'une portée supérieure à 150 km (adoptée le 3 avril 1991).
- Résolution 794 : Somalie, création de l'UNITAF (adoptée le 3 décembre 1992).
- Résolution 978 : adoptée par le Conseil de sécurité sur la situation concernant le Rwanda (détention des coupables d'actes entrant dans la compétence du Tribunal international pour le Rwanda) (adoptée le 27 février 1995).
- Résolution 1165 : adoptées par le Conseil de sécurité sur la situation concernant le Rwanda, création du Tribunal criminel international pour le Rwanda (adoptée le 30 avril 1998 lors de la 3 877e séance).
- Résolution 1279 : créant la Mission de l'Organisation des Nations unies en république démocratique du Congo (Monuc) (adoptée le 30 novembre 1999).
- Résolution 1284 : sur la situation entre l'Irak et le Koweït, modification des sanctions contre l'Irak pour autoriser nourriture et médicaments (adoptée le 17 décembre 1999).
- Résolution 1322 : condamne les actes de violence, particulièrement le recours excessif à la force contre les Palestiniens, qui ont fait des blessés et causé des pertes en vies humaines, et demande à Israël, puissance occupante, de se conformer scrupuleusement à ses obligations juridiques, (adoptée le 7 octobre 2000 lors de la 4 205e séance).
- Résolution 1325 : les femmes, la paix et la sécurité, concernant spécifiquement l'impact de la guerre sur les femmes et contribution des femmes pour la résolution des conflits et pour une paix durable (adoptée le 31 octobre 2000 lors de la 4 213e séance).
- Résolution 1373 : adoptée, à la suite des attentats du 11 septembre 2001, par le Conseil de sécurité sur la menace à la paix et à la sécurité internationales résultant d'actes terroristes (adoptée le 28 septembre 2001 lors de la 4 385e séance).
- Résolution 1386 : adoptée par le Conseil de sécurité sur la situation en Afghanistan, création de la FIAS, création pour six mois d'une force internationale d'assistance pour assister l'autorité provisoire en Afghanistan au maintien de l'ordre à Kaboul et dans les zones périphériques... Appel aux états membres pour fournir du personnel, des équipements et d'autres ressources à la force internationale d'assistance à la sécurité (adoptée le 20 décembre 2001 lors de la 4 443e séance)[1].
- Résolution 1422 : le maintien de la paix par les Nations unies (Cour pénale internationale). (adoptée le 12 juillet 2002 lors de la 4 572e séance).
- Résolution 1441 : demande à l'Irak de révéler entièrement son arsenal d'armes de destruction massive et ses missiles de moyenne et longue portées et d'autoriser le retour des inspecteurs de l'AIEA (adoptée le 8 novembre 2002 lors de la 4 644e séance).
- Résolution 1457 : organisation d'une conférence internationale sur la paix, la sécurité, la démocratie et le développement dans la région des Grands Lacs et en république démocratique du Congo à la suite de la deuxième guerre du Congo (adoptée le 24 janvier 2003 lors de la 4691e séance).
- Résolution 1468 : énonce des mesures sur la lutte contre l'impunité en république démocratique du Congo, la normalisation de la situation dans l'Est du pays, et le retrait des troupes étrangères (adoptée le 20 mars 2003 lors de la 4 723e séance).
- Résolution 1483 : la situation entre l’Irak et le Koweït. Légitimité de l'autorité de la coalition sur l'Irak après l'invasion de l'Irak (adoptée le 22 mai 2003 lors de la 4761e séance).
- Résolution 1484 (30 mai 2003) : création d'une force multinationale d'urgence en Ituri pour sécuriser Bunia. Elle est déployée par l'Union européenne et placée sous commandement français (effectifs : 1 850 hommes de neuf pays, en majorité français). Nom de code : Artémis. L'opération débute le 6 juin 2003 et prend fin le 1er septembre 2003 en république démocratique du Congo (adoptée le 30 mai 2003 lors de la 4 764e séance).
- Résolution 1540 : non-prolifération des armes de destruction massive (adoptée le 28 avril 2004 lors de la 4 956e séance)..
- Résolution 1545 : la création de l'ONUB au Burundi afin d'établir une paix durable (adoptée le 8 juin 2004 lors de la 4 987e séance).
- Résolution 1546 : la situation entre l’Irak et le Koweït (2004, approuve le début de la transition en Irak vers un gouvernement élu démocratiquement, la fin de l'occupation, et vers la pleine responsabilité et autorité d'un gouvernement provisoire d'Irak, intérimaire indépendant et souverain à partir du 30 juin 2004 (adoptée le 8 juin 2004 lors de la 4 987e séance).
- Résolution 1556 : rapport du secrétaire général sur le Soudan (conflit du Darfour) (adoptée le 30 juillet 2004 lors de la 5 015e séance).
- Résolution 1559 : la situation au Moyen-Orient (2 septembre 2004, demande à la Syrie de se retirer du Liban et des affaires internes libanaises et à la dissolution des milices libanaises).
- Résolution 1564 : rapport du secrétaire général sur le Soudan (18 septembre 2004, conflit du Darfour).
- Résolution 1566 : menaces à la paix et à la sécurité internationales résultant d’actes terroristes (8 octobre 2004).
- Résolution 1973 : concerne la révolte libyenne de 2011, elle permet des frappes aériennes en Libye pour protéger la population civile des forces de Kadhafi (17 mars 2011, demande de la France).

## Liste chronologique des résolutions du Conseil de sécurité des Nations unies

### Vingtième siècle
- Année 1946 - Résolutions 1 à 15 : voir article Liste des résolutions de 1946.
- Année 1947 - Résolutions 16 à 37 : voir article Liste des résolutions de 1947.
- Année 1948 - Résolutions 38 à 66 : voir article Liste des résolutions de 1948.
- Année 1949 - Résolutions 67 à 78 : voir article Liste des résolutions de 1949.
- Année 1950 - Résolutions 79 à 89 : voir article Liste des résolutions de 1950.
- Année 1951 - Résolutions 90 à 96 : voir article Liste des résolutions de 1951.
- Année 1952 - Résolutions 97 à 98 : voir article Liste des résolutions de 1952.
- Année 1953 - Résolutions 99 à 103 : voir article Liste des résolutions de 1953.
- Année 1954 - Résolutions 104 à 105 : voir article Liste des résolutions de 1954.
- Année 1955 - Résolutions 106 à 110 : voir article Liste des résolutions de 1955.
- Année 1956 - Résolutions 111 à 121 : voir article Liste des résolutions de 1956.
- Année 1957 - Résolutions 122 à 126 : voir article Liste des résolutions de 1957.
- Année 1958 - Résolutions 127 à 131 : voir article Liste des résolutions de 1958.
- Année 1959 - Résolution 132 : voir article Liste des résolutions de 1959.
- Année 1960 - Résolutions 133 à 160 : voir article Liste des résolutions de 1960.
- Année 1961 - Résolutions 161 à 170 : voir article Liste des résolutions de 1961.
- Année 1962 - Résolutions 171 à 177 : voir article Liste des résolutions de 1962.
- Année 1963 - Résolutions 178 à 185 : voir article Liste des résolutions de 1963.
- Année 1964 - Résolutions 186 à 199 : voir article Liste des résolutions de 1964.
- Année 1965 - Résolutions 200 à 219 : voir article Liste des résolutions de 1965.
- Année 1966 - Résolutions 220 à 232 : voir article Liste des résolutions de 1966.
- Année 1967 - Résolutions 233 à 244 : voir article Liste des résolutions de 1967.
- Année 1968 - Résolutions 245 à 262 : voir article Liste des résolutions de 1968.
- Année 1969 - Résolutions 263 à 275 : voir article Liste des résolutions de 1969.
- Année 1970 - Résolutions 276 à 291 : voir article Liste des résolutions de 1970.
- Année 1971 - Résolutions 292 à 307 : voir article Liste des résolutions de 1971.
- Année 1972 - Résolutions 308 à 324 : voir article Liste des résolutions de 1972.
- Année 1973 - Résolutions 325 à 344 : voir article Liste des résolutions de 1973.
- Année 1974 - Résolutions 345 à 366 : voir article Liste des résolutions de 1974.
- Année 1975 - Résolutions 367 à 384 : voir article Liste des résolutions de 1975.
- Année 1976 - Résolutions 386 à 402 : voir article Liste des résolutions de 1976.
- Année 1977 - Résolutions 403 à 422 : voir article Liste des résolutions de 1977.
- Année 1978 - Résolutions 423 à 443 : voir article Liste des résolutions de 1978.
- Année 1979 - Résolutions 444 à 461 : voir article Liste des résolutions de 1979.
- Année 1980 - Résolutions 462 à 484 : voir article Liste des résolutions de 1980.
- Année 1981 - Résolutions 485 à 499 : voir article Liste des résolutions de 1981.
- Année 1982 - Résolutions 500 à 528 : voir article Liste des résolutions de 1982.
- Année 1983 - Résolutions 529 à 545 : voir article Liste des résolutions de 1983.
- Année 1984 - Résolutions 546 à 559 : voir article Liste des résolutions de 1984.
- Année 1985 - Résolutions 560 à 580 : voir article Liste des résolutions de 1985.
- Année 1986 - Résolutions 581 à 593 : voir article Liste des résolutions de 1986.
- Année 1987 - Résolutions 594 à 606 : voir article Liste des résolutions de 1987.
- Année 1988 - Résolutions 607 à 626 : voir article Liste des résolutions de 1988.
- Année 1989 - Résolutions 627 à 646 : voir article Liste des résolutions de 1989.
- Année 1990 - Résolutions 647 à 683 : voir article Liste des résolutions de 1990.
- Année 1991 - Résolutions 684 à 725 : voir article Liste des résolutions de 1991.
- Année 1992 - Résolutions 726 à 799 : voir article Liste des résolutions de 1992.
- Année 1993 - Résolutions 800 à 892 : voir article Liste des résolutions de 1993.
- Année 1994 - Résolutions 893 à 969 : voir article Liste des résolutions de 1994.
- Année 1995 - Résolutions 970 à 1035 : voir article Liste des résolutions de 1995.
- Année 1996 - Résolutions 1036 à 1092 : voir article Liste des résolutions de 1996.
- Année 1997 - Résolutions 1093 à 1146 : voir article Liste des résolutions de 1997.
- Année 1998 - Résolutions 1147 à 1219 : voir article Liste des résolutions de 1998.
- Année 1999 - Résolutions 1220 à 1284 : voir article Liste des résolutions de 1999.
- Année 2000 - Résolutions 1285 à 1334 : voir article Liste des résolutions de 2000.

### Vingt-et-unième siècle
- Année 2001 - Résolutions 1335 à 1386 : voir article Liste des résolutions de 2001.
- Année 2002 - Résolutions 1387 à 1454 : voir article Liste des résolutions de 2002.
- Année 2003 - Résolutions 1455 à 1521 : voir article Liste des résolutions de 2003.
- Année 2004 - Résolutions 1522 à 1580 : voir article Liste des résolutions de 2004.
- Année 2005 - Résolutions 1581 à 1651 : voir article Liste des résolutions de 2005.
- Année 2006 - Résolutions 1652 à 1738 : voir article Liste des résolutions de 2006.
- Année 2007 - Résolutions 1739 à 1794 : voir article Liste des résolutions de 2007.
- Année 2008 - Résolutions 1795 à 1859 : voir article Liste des résolutions de 2008.
- Année 2009 - Résolutions 1860 à 1907 : voir article Liste des résolutions de 2009.
- Année 2010 - Résolutions 1908 à 1966 : voir article Liste des résolutions de 2010.
- Année 2011 - Résolutions 1967 à 2032 : voir article Liste des résolutions de 2011.
- Année 2012 - Résolutions 2033 à 2085 : voir article Liste des résolutions de 2012.
- Année 2013 - Résolutions 2086 à 2132 : voir article Liste des résolutions de 2013.
- Année 2014 - Résolutions 2133 à 2195 : voir article Liste des résolutions de 2014.
- Année 2015 - Résolutions 2196 à 2259 : voir article Liste des résolutions de 2015.
- Année 2016 - Résolutions 2260 à 2336 : voir article Liste des résolutions de 2016.
- Année 2017 - Résolutions 2337 à 2397 : voir article Liste des résolutions de 2017.
- Année 2018 - Résolutions 2398 à 2451 : voir article Liste des résolutions de 2018.
- Année 2019 - Résolutions 2452 à 2503 : voir article Liste des résolutions de 2019.
- Année 2020 - Résolutions 2504 à 2560 : voir article Liste des résolutions de 2020.
- Année 2021 - Résolutions 2561 à 2617 : voir article Liste des résolutions de 2021.
- Année 2022 - Résolutions 2618 à 2671 : voir article Liste des résolutions de 2022.
- Année 2023 - Résolutions 2672 à 2721 : voir article Liste des résolutions de 2023.
- Année 2024 - Résolutions 2722 à 2767 : voir article Liste des résolutions de 2024.
- Année 2025 - Résolutions 2768 et suivantes : voir article Liste des résolutions de 2025.